# 管轄權
管轄權（英語：Jurisdiction）也称管辖域（Jurisdiction area）是指某訴訟案件在確定民事法院具有審判權後，決定由哪一個「民事法院」進行審理之權限，故管轄權又被稱為「具體的審判權」。而由上述可知，必先有審判權，才有管轄權之問題；若沒有審判權，自無庸討論是否具有管轄權。

## 種類
管轄權依照區分方式的不同，可以分為下列幾種：

### 依定管轄之原因劃分
依照定管轄之「原因」的不同，管轄權可以分為以下幾類：
- 法定管轄：依照法律規定所取得的管轄權。
- 合意管轄：本於當事人之合意而使特定法院取得管轄權。
- 應訴管轄：由於被告之應訴行為使原無管轄權之法院取得管轄權。
- 指定管轄：法院的管轄權是基於上級審所為之裁定而取得。

### 依定管轄之標準所為之分類
依照定管轄之「標準」不同，可以分為以下幾類：
- 土地管轄：以土地區域範圍做為標準，而使特定法院取得管轄權。
- 審級管轄 (職務管轄)：依照各級法院各自掌理之審判職務的不同而使特定法院取得管轄權。
- 事務管轄：法院取得管轄權之標準乃是依照該訴訟之性質(訟爭金額之多寡、案件的嚴重程度...)而決定。

### 依管轄之強制性所為之分類
按照該管轄權之強制性，可以做出以下的區別：
- 專屬管轄：就特定訟爭事件僅特定法院具有管轄權，並排除其他法院管轄，不容許當事人任意變更管轄法院。
- 任意管轄：當事人可以決定由哪個法院管轄該訟爭案件。

## 土地管轄
土地管轄乃是指法院就該管轄權之取得是依據土地範圍之劃分而來，而就土地管轄本身，又可以再區分為「普通管轄籍」和「特別管轄籍」，惟須特別注意的是，特別管轄籍並不會排除普通管轄籍，故兩者可能發生競合。

### 普通管轄籍
又稱為「普通管轄法院」。民事訴訟法基本上採取「以原就被」的原則。亦即被告住所地的法院對於因被告而生的一切民事訟爭皆有管轄權。而其目的一來是為了要保護被告之利益，再者，則是為了是各個民事事件都至少會有一個法院可以管轄，避免出現某一個訴訟無任何法院管轄之問題。

### 特別管轄籍
又稱為「特別管轄法院」。對於特定的事件，基於其性質之不同，由被告住所地以外之法院管轄或許更為便利，故法律特別使某些事件由其他法院取得管轄權。

## 專屬管轄
就特定事件之性質，基於訴訟便利，或是公益性的考量，故法律會特別規定由某個法院對該事件取得「專屬」管轄權，除了該法院以外的其他法院，就該事件皆無管轄權，且此種專屬管轄亦不許當事人隨意變更其管轄法院。

### 效果
排除合意管轄及應訴管轄，使特定法院取得「專屬」管轄權。於合併起訴之數訴中有一訴屬專屬管轄時，其他的訴是否也必須合併到該專屬管轄法院，有爭議。

### 違反之救濟
就專屬管轄之違反，若於一審中發現，法院必須依職權移送至有專屬管轄權之法院，若仍誤為至無專屬管轄權之法院時，此時得再為移送，而不受其羈束。若於上級審時才發現，上級審法院應廢棄原判決，並以判決將該訴訟移送至有管轄權之法院。

## 移送
基本上，原告可以自由選擇起訴的法院，法院若認為其無管轄權時，其可能以訴不合法，裁定駁回；但另一種解決方式則是進行移送，將該訴訟移送至有管轄權的法院。而在此，基於保護被告的起訴利益(裁判費的繳納、中斷時效...)，故基本上採取的是移送的手法，亦即法院得依職權或依原告聲請，以裁定將訴訟移送於其管轄法院。
而為了避免訴訟不斷的在不同的法院間移送，導致訴訟延滯，所以受移送之法院，原則上應該受其羈束，而不再將該訴訟更行移送。除非有「專屬管轄」之事由發生時，才例外使該法院可以再為移送。
而若某地方法院認其無管轄權，依職權以裁定移送訴訟於他法院管轄，該管高等法院認某地方法院有管轄權，以裁定廢棄某地方法院裁定時，當事人不得聲明不服。

## 管轄權競合
對於同一個訴訟，有兩個以上的法院對之均有管轄權時，即會產生管轄競合的問題。此時依照(中華民國)民事訴訟法第22條之規定，原告得向其中任一法院起訴。但須注意的是，專屬管轄會排除定其他種類的管轄，故若有專屬管轄之情況發生時，僅能由該法院管轄。

## 管轄權欠缺
欠缺管轄權者，在判決前法院應將案件移送至有管轄權的法院，無法移送者則應以裁定駁回原告之訴。若法院就訴訟案件欠缺管轄權而為裁判者，則應視管轄種類定其效力。若為任意管轄，則發生管轄權瑕疵之補正，第二審法院不得僅因欠缺管轄權而廢棄原判決。若違反專屬管轄者，則該判決違法，可上訴救濟。

## 參照
1. ↑  .   [2009-01-15]. （原始内容存档于2021-01-27）.
2. ↑  王欽彥.  (PDF). 靜宜法學. 2022年12月, (11): 171  [2023-05-30]. （原始内容存档 (PDF)于2023-05-30）.
3. ↑  .   [2009-01-15]. （原始内容存档于2021-01-27）.
4. ↑  (中華民國)民事訴訟法28條參照
5. ↑  (中華民國)民事訴訟法30條參照
6. ↑  .   [2009-01-16]. （原始内容存档于2021-01-27）.
7. ↑  .   [2009-01-15]. （原始内容存档于2021-01-27）.

## 外部連結
- 中華民國民事訴訟法 （页面存档备份，存于）